# Susceptibilitate magnetică
Susceptibilitatea magnetică, χ, este o mărime adimensională care reprezintă răspunsul substanței la acțiunea unui câmp magnetic extern, definindu-se ca raportul dintre valoarea magnetizării (sub acțiunea câmpului magnetic de intensitate H) și intensitatea câmpului magnetic H.
Susceptanța - Mărime, notată de obicei cu B și este definită ca raportul dintre componenta reactivă a curentului și valoarea efectivă a tensiunii la bornele elementului, porțiunii sau întregului circuit:
{\displaystyle B=I_{r}/U=I\sin \varphi /U=Y\sin \varphi [\Omega ^{-1}]}
unde φ este defazajul dintre tensiune și curent. 
Susceptanța este partea imaginara a admitanței complexe, {\displaystyle Y=G-jB}.